# Auferstehungskirche (Ittenbach)

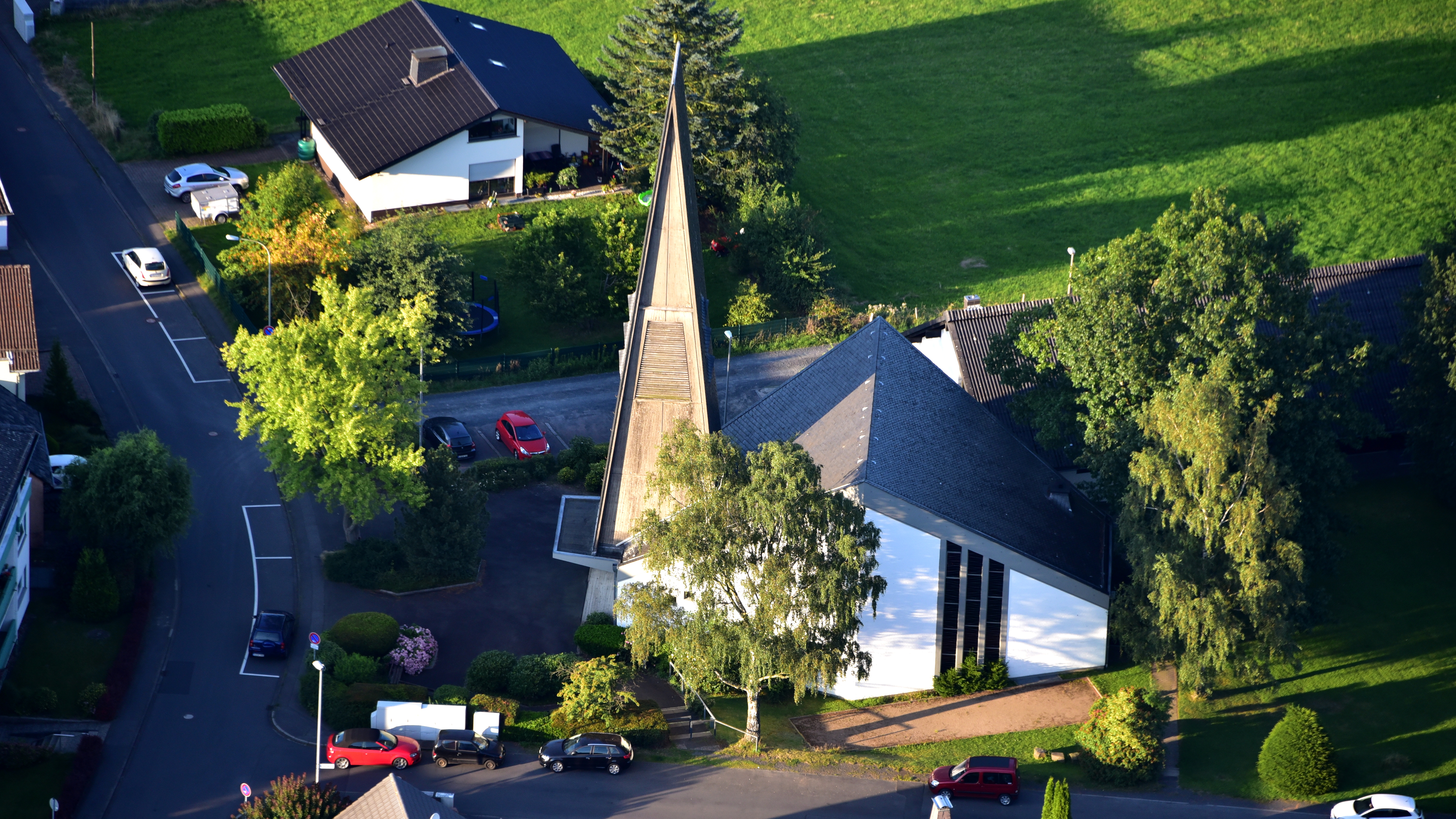
Auferstehungskirche (Ittenbach), Luftaufnahme (2016)

Die Auferstehungskirche ist eine evangelische, nach Plänen der Kölner Architekten Wolfgang Lincke und Karl-Heinz Urmetzer in den Jahren 1966 und 1967 gebaute Kirche in Ittenbach, einem Stadtteil der Stadt Königswinter im Rhein-Sieg-Kreis (Nordrhein-Westfalen). Sie gehört – neben der Friedenskirche in Aegidienberg, der Otto-Bartning-Notkirche in Oberpleis, der Evangelischen Kirche Stieldorf und dem Gemeindehaus in Birlinghoven – zu den fünf Predigtstätten der Kirchengemeinde Siebengebirge im Kirchenkreis An Sieg und Rhein der Evangelischen Kirche im Rheinland.

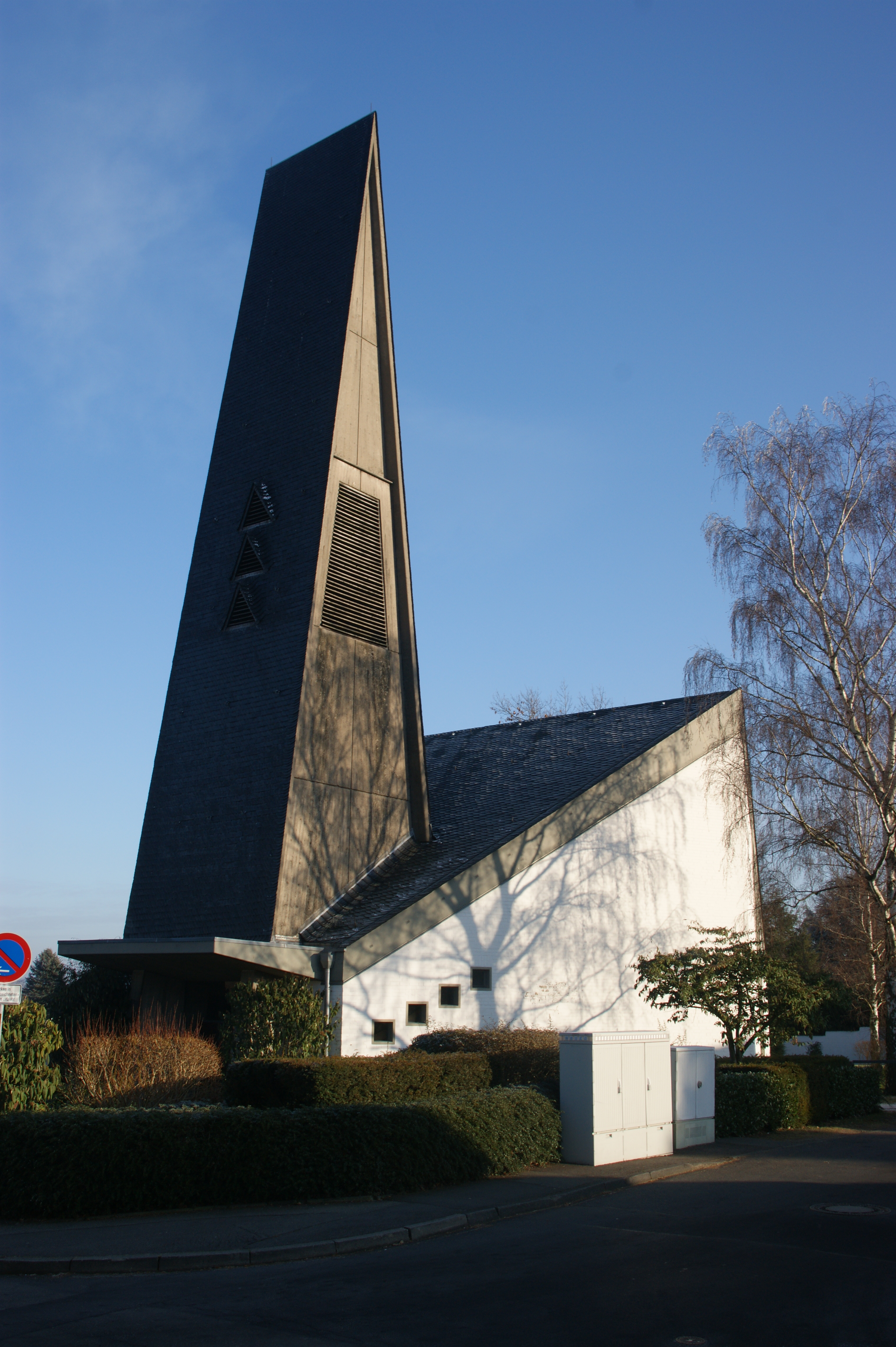
Auferstehungskirche in Ittenbach

## Architektur
Der Grundriss ist als gestrecktes Sechseck von Nordwesten nach Südosten ausgerichtet. Die Kirche liegt mitten in einem Wohngebiet und gibt sich an ihrer Bauweise und besonders an ihrem Turm, der in den Bau integriert ist und den Eingang markiert, sofort als Gottesdienststätte zu erkennen.

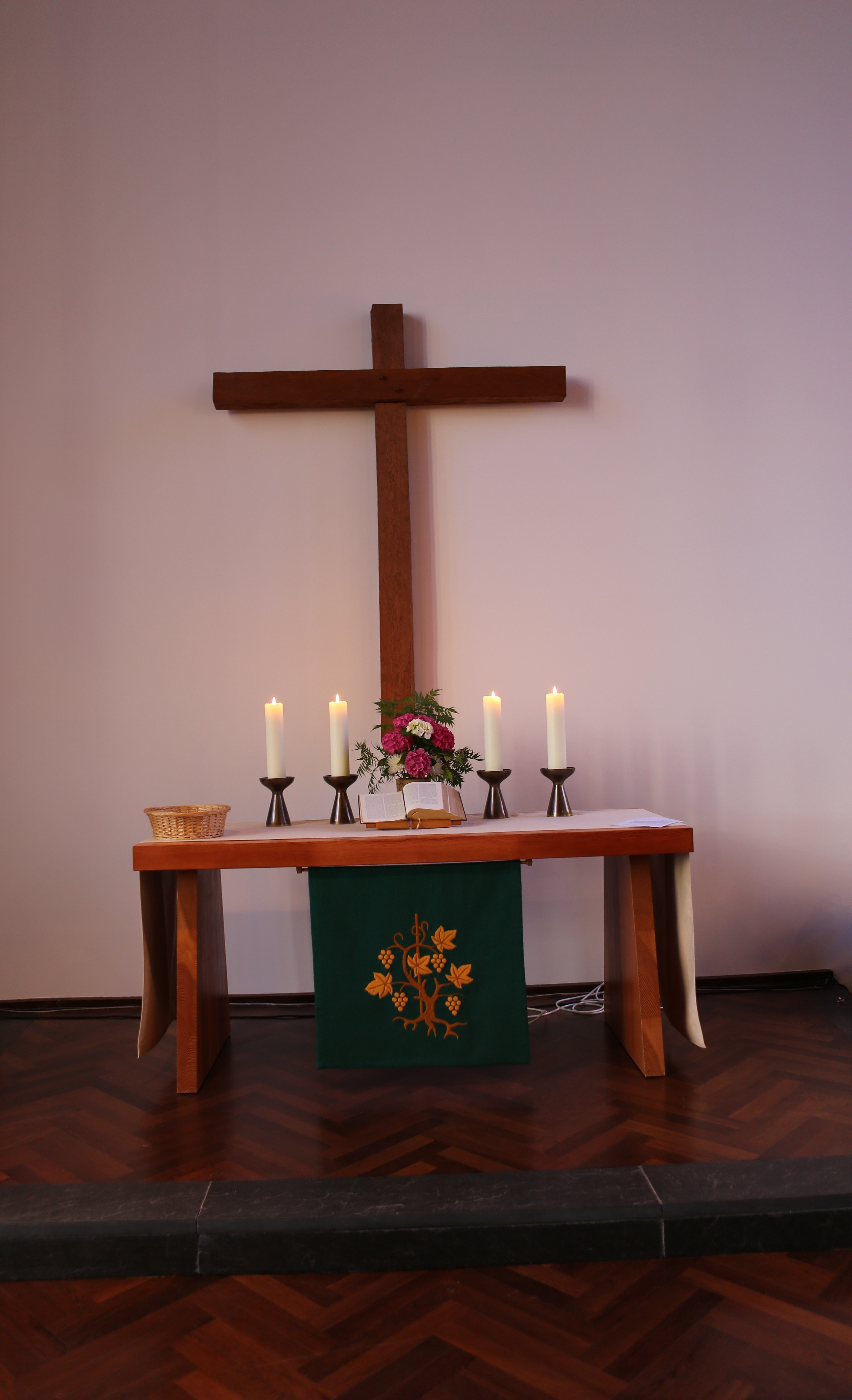
Altar der Auferstehungskirche 2012

Das Innere des Kirchenraumes hat durch die Abtrennung von Vorhalle und Sakristei fast Zentralraumcharakter. Die Bänke sind schräg zueinander auf den Altar ausgerichtet und fassen ca. 200 bis 240 Personen. Altartisch, Predigtpult und Taufgefäßständer sind in einfachsten Formen in Kiefernholz aufgeführt. An der Altarwand hängt ein großes Altarkreuz aus Eichenholzbalken.

## Fenster
Raumhohe, gefächerte Fensterbahnen an der nördlichen Ecke sowie durch ein dreibahniges Altarfenster an der Südseite sind Antikverglasung und zeigen kräftige Blau- und Gelbtöne. Die Fenster wurden von Heinz Linden (Bonn) gefertigt.

## Glocken
Die Auferstehungskirche verfügt über ein kleines Geläut aus vier Bronzeglocken, das 1966 von der Firma Rincker aus Sinn (Dillkreis) gegossen wurde. Die Glocken sind mit den Schlagtönen g1, b1, c2 und es2 auf das Geläut der benachbarten katholischen Kirche Zur schmerzreichen Mutter abgestimmt und tragen die Inschriften Fürchte dich nicht, Ich habe dich erlöst, Ich habe dich bei deinem Namen gerufen und Du bist mein.

## Orgel
Im Jahr 1991 wurde durch den Betrieb „Tonstube C. Bieker“ und den Orgelbauer Marcus Kaul eine Orgel, größtenteils aus Gebrauchtteilen, erbaut, die das bisher vorhandene Hammer-Positiv mit vier Registern ersetzte. Finanziert wurde sie durch Spenden, einen Förderverein, einen Zuschuss der Landeskirche und den Verkauf des damals vorhandenen Orgelpositivs. Dabei ergab sich folgende Disposition (in Klammern die Baujahre der einzelnen Register): 
| I Hauptwerk C–g3 |       |        |
| Rohrflöte        | 8′    | (1953) |
| Principal        | 4′    | (1991) |
| Gemshorn         | 2′    | (1964) |
| Mixtur III–IV    | 1 ⁄3′ | (1964) |

| II Schwellwerk C–g3 |                |        |
| Gedackt             | 8′             | (1860) |
| Gedecktflöte        | 4′             | (1964) |
| Sesquialter         | 2 ⁄3′ + 1 3⁄5′ | (1991) |
| Principal           | 2′             | (1964) |
| Sifflöte            | 1′             | (1964) |

| Pedal C–f1 |     |        |
| Subbaß     | 16′ | (1964) |
| Offenbaß   | 8′  | (1991) |
| Choralbaß  | 4′  | (1964) |
| Trompete   | 8′  | (1991) |

- Koppeln: II/I, I/P, II/P.